# Pika afghan
Ochotona rufescens
Espèce
Statut de conservation UICN

 LC  : Préoccupation mineure
Le Pika afghan (Ochotona rufescens) est une espèce de la famille des Ochotonidae. C'est un pika, petit mammifère lagomorphe.

## Liste des sous-espèces
Selon Mammal Species of the World (version 3, 2005)  (20 juin 2010) :
- sous-espèce Ochotona rufescens regina
- sous-espèce Ochotona rufescens rufescens
- sous-espèce Ochotona rufescens shukurovoi